# Radio Active
Radio Active – drugi studyjny album grupy Queens. Po prawie roku od rozpoczęcia na nim prac album został zakończony w listopadzie 2007 roku. Pierwszym singlem z płyty jest utwór "Ocalić świat" wyprodukowany przez Marka Hojde. Album ten miał być wydany już na wiosnę 2007 roku jednak jego premierę wielokrotnie przekładano ze względu na chęć dopracowania wszystkich piosenek. Album zadebiutował na miesięcznym wydaniu listy przebojów OLiSu na pozycji 79, wydanie to zliczało sprzedaż w grudniu 2007 roku. Na wiosnę 2008 roku zapowiedziano re-edycje albumu.

## Lista utworów
1. "We're the Queens" 3:57
2. "Lecz kiedyś znów" 3:28
3. "Całym ciałem" 3:25
4. "Szukasz" 3:52
5. "I Wanna Be With You" 3:16
6. "No Goodbyes" 3:36
7. "Hands Up" 3:14
8. "Singin' in the Rain" 3:39
9. "Każdego dnia" 3:14
10. "Ocalić świat" 3:19
11. "Piękne chwile" 3:49
12. "Porywam Cię" 2:57
13. "Polska gra – Piłkarska Europa" 3:00
14. "We're the Queens" – East Clubbers Mix 3:49
15. "Ocalić świat" – Alchemist Project Mix 2:54

## Utwory odrzucone, nagrane w tym samym okresie
- Między nami
- I Say My Body - oryginalna wersja utworu zawierała inne wokale, zaśpiewane o ton wyżej. Wersję tę odrzucono gdyż wokalistki nie byłyby w stanie zaśpiewać utworu tak samo z powodów problemów z gardłem.
- Na album nagrano jeden utwór który nie trafił ostatecznie na album. Utwór jest taneczny, potwierdzony przez fanklub grupy.